# Eckankar

Eckankar-Logo

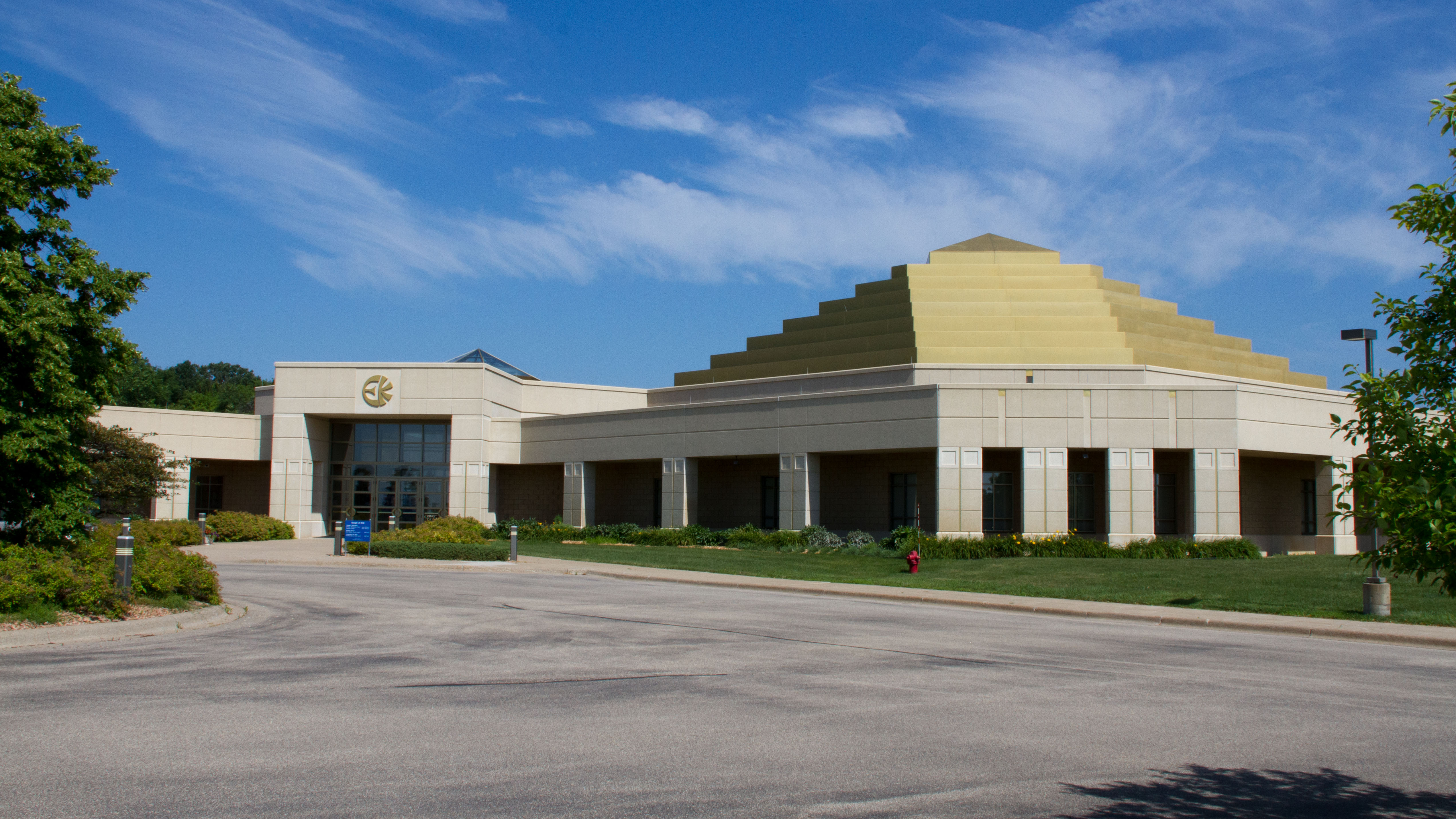
Tempel der ECK, Chanhassen, Minnesota, USA

Eckankar ist eine weltweite neue religiöse Bewegung, deren Ursprünge unter anderem in der Sant-Mat-Bewegung liegen. Selbst versteht sie sich als Urreligion, die auf den Prinzipien des Karma und der Reinkarnation basiert und das Wissen sowie die Erfahrung aller großen Weltreligionen in ihrem Kern vereint. Eckankar wurde 1965 in den USA von Paul Twitchell als „Wissenschaft der Seelenreise“ veröffentlicht. Der derzeitige spirituelle Führer ist Harold Klemp.

## Lehre

### Die Grundlagen von Eckankar
Die Bezeichnung „Eckankar“ ist abgeleitet aus dem Sanskrit (Panjabi-Dialekt Ek-om-kar, „Dort ist ein, und nur ein Gott“; Sada sada Ik Ekangkar, „Jedoch ist es Ekangkar, das immer dort gewesen ist“). Im Sanskrit ist ek die Silbe für eins und wird als Synonym für den heiligen Geist (ähnlich hindi: Prana, chin.: Qi) verwendet. Für die Eckisten (auch „Eck-Chelas“ genannt) bedeutet es aber schlicht: „Der Weg von ECK“.
Eckankar nimmt selbst keinen Bezug auf bekannte Religionen des indischen Kulturraums wie Buddhismus, Hinduismus und den sikhistischen Yoga des Klangs und des Lichts, obwohl hier theologische Parallelen bestehen. Daneben sind deutliche Einflüsse des Radhasoami-Wegs erkennbar. Ein Unterschied zu diesen Religionen ist eine an den westlichen Menschen angepasste Form der Religionsausübung. Auch wird, im Gegensatz zum Buddhismus, die Existenz einer unsterblichen persönlichen Seele und eines Gottes postuliert. Die Lehre ist zum Teil gnostisch, wertet jedoch das physische Dasein und die materielle Welt nicht als „böse“ Schöpfung ab. Das physische Dasein und die materielle Welt werden als Wirkungsort der negativen Kraft, dem „Kal-Niranjan“ angesehen. Trotz Gemeinsamkeiten mit theosophischen Lehren erhebt Eckankar nicht den dort verankerten Anspruch, dass die Lehre auf den geistigen, mentalen und physischen Grundprinzipien und Wirkungsweisen der Natur beruht. Auch glauben Eckisten nicht wie die vielen Anhänger fernöstlicher Wege daran, mal als Mensch, dann als Tier oder Insekt und dann wieder als Mensch zu inkarnieren, sondern dass die Seele sich im Laufe der Zeitalter in einer Folge von Inkarnationen allmählich vom Gruppenbewusstsein der Mineralien über die Evolution bis zum körperlosen Wesen reiner Liebe entfaltet.

### Die Bedeutung der Seele
Eckisten glauben, dass die Seele unsterblich ist und die wahre Identität der einzelnen Person bildet. Die Seele ist nach Auffassung von Eckankar ein ewiger Funke Gottes, der existiert, weil Gott die Seele liebt, und in diese Welt gesandt wurde, um spirituelle Erfahrung zu sammeln. Sie sei demnach auf einer Reise zur Selbst- und Gottrealisation über sehr viele Leben hinweg, und die spirituelle Entfaltung kann durch den bewussten Kontakt mit dem Heiligen Geist beschleunigt werden. Spirituelle Erfahrung und karmische Befreiung sind nach Aussage von Eckankar in diesem Leben für alle Menschen zugänglich.

### Die Bedeutung der negativen Kraft
In Eckankar wird der so genannten negativen Kraft eine wichtige Rolle bei der Ausbildung und Vervollkommnung der Seele zugesprochen. Im dualistischen Universum, das nach Auffassung der Eckisten die physische Welt und die verschiedenen Energiekörper mit Astralwelt (emotionale Ebene), Kausalebene (Ursache und Wirkung/Karma) und Mentalebene (Verstand, Poesie, Moral) des Menschen umfasst, hat Gott (Sugmad) einen Herrscher installiert (Kal Niranjan), der die Aufgabe habe, die Seele so lange zu beschäftigen, bis sie die Bedingungen dieser sogenannten niederen Ebenen erkennt und sich auf die Suche nach dem universellen Selbst und der reinen Liebe Gottes jenseits der Gegensätze von Richtig und Falsch, Tag und Nacht, Leben und Tod aufmacht. Hierzu diene der lebende Meister als Wegweiser, der jedoch nicht die Aufgabe habe, Kal Niranjan die Seelen zu entreißen oder sie zu erretten, sondern nur zur Verfügung steht, um Seelen, die auf der Suche sind, den Weg zurück zu Gott zu zeigen.
Soziale und moralische Werte einer Gesellschaft werden als sinnvoll und nützlich betrachtet, um das Zusammenleben zu regeln. Um aber zu einer Gotteserfahrung zu gelangen, könne der Mensch selbst die Illusion der Materie erkennen, sich von der Täuschung durch das menschliche Bewusstsein befreien und sich selbst als Seele sowie den spirituellen Sinn im Austausch von Erfahrungen erkennen. Dies schließe selbst die Überwindung von Eckankar als Religion mit ein, ähnlich der Forderung, Buddhas Lehren als äußere Begrenzung zu transzendieren. Hierzu sei die höchste individuelle Ethik erforderlich, da die negative Kraft immer wieder versuchen werde, die Seele mit dualistischen Konzepten, mentalen Auseinandersetzungen, Diskussionen, emotionalen Freuden oder Leiden oder mit karmischen Verstrickungen zu verwirren. Die negative Kraft werde somit nicht bekämpft, da sie vom göttlichen Prinzip nur natürlich dazu eingesetzt werde, dem Menschen seine wahre Identität als Seele durch jede nur denkbare Ablenkung zu verbergen.

### Ziele
Eckankar ist der Auffassung, das irdische Leben sei eine wertvolle Erfahrung für die Seele, der mit Respekt und dem Fördern der kreativen Talente gedient werden solle. Anhänger von Eckankar gehen davon aus, dass es bereits nach zwei Jahren intensiver Praxis im Alltag möglich sein soll, eine erneute physische Inkarnation durch liebevolles und umsichtiges Verhalten unnötig zu machen und so ein bewusster „Mitarbeiter Gottes“ im Jenseits oder freiwillig hier auf der Erde zu werden. Ein solcher „Mitarbeiter Gottes“ zu werden, ist nach Ansicht von Eckankar das Ziel jeder Seele, die sich durch alle Zeitalter hinweg und über eine Vielzahl von Inkarnationen zur bewussten Seele entwickle. Die Aufgaben als Mitarbeiter Gottes lägen vor allem darin, der Schöpfung mit seinen individuellen Talenten sowie größerer Liebe und Demut zu begegnen. Um diesen Zustand zu erreichen, sei es sinnvoll, die so genannten „Fünf Leidenschaften des Verstandes“ aufzugeben: Ärger, Gier, Lust, Bindung und Eitelkeit. Eine vollständige Abkehr von der Welt oder ein eifriges Missionieren seien hierzu ebenso wenig dienlich wie hohe intellektuelle Leistungen oder ein Amt in Eckankar. In der Presseerklärung von Eckankar Deutschland ist nachzulesen, dass die Mitglieder nach höchsten Maßstäben leben sollen: totale Bewusstheit, Verantwortung und göttliche Liebe.
In der Tradition des Monismus übernahm Eckankar die Lehre des Advaita (Sanskrit, „Nicht-Dualität“) aus der vedischen Tradition des Hinduismus, nach der die individuelle Seele selbst Teil der All-Seele und damit Gottes ist. Davon abgeleitet geht Eckankar davon aus, dass, je mehr Menschen höhere spirituelle Zustände erreichen, desto mehr Kräfte aus dem schöpferischen Universum frei werden und der Evolution von Natur und Gesellschaft zugutekommen. Eckankar vertritt also hier zwei Lehren: zum einen die monistische Lehre des universellen Gottes jenseits der bekannten und zum Teil personalisierten Gottesbilder, und die des interaktionistischen Dualismus, der nach René Descartes besagt, Geist und Materie wirken wechselseitig aufeinander ein. Die Realisation dieser beiden Konzepte ist für Eckisten eine Grundvoraussetzung für die Selbsterkenntnis als Seele, welche sich nach dem Selbstverständnis von Eckankar nicht mit dem Konzept des Geistes im Sinne eines materialistischen Monismus deckt (vgl. Philosophie des Geistes). Die Seele nutzt demnach das dualistische Universum nur, um Erfahrung in Interaktion mit anderen Seelen zu sammeln. Menschlicher Verstand und mentale Prozesse werden von Eckisten also mithin nicht als seelische Zustände bezeichnet, sondern als Funktion der Seele betrachtet, die unendliche Selbsterfahrung Gottes mit sich über unendlich viele Seelenkörper und Inkarnationen ermöglicht. Nur das Bewusstsein über diese Erfahrungen, nicht aber die jeweilige Persönlichkeit bleibt, im Glaubensbild von Eckankar, über einzelne Reinkarnationen hinweg bestehen.
Der „Tonstrom“ (eine Ausprägung des sog. Eck-Stromes, heiligen Geistes, des Prana oder Chi), der nach monistischem Weltbild zunächst die geistige und dann die materielle Welt ins Dasein rief, kehrt in wellenförmigen Zyklen immer wieder zum Ursprung, zu Gott, zurück und kann in Stille als Licht im Dritten Auge oder als innerer Ton wahrgenommen werden. Dabei wird „Bani“ als Bezeichnung benutzt. Innerhalb des Sant Mat waren Guru Nanak und Kabir (15./16. Jh.) als Vorläufer dieses „Pfades der Meister“ bekannt. Kirpal Singh hatte später, 1953 bis 1974, die Prinzipien der universellen Wahrheit in vielen Religionen, des lebenden Meisters sowie der Selbst- und Gottrealisation und des hörbaren Tonstromes (Bani/Shabd Dhun) als Ausdruck der höchsten Gottheit in Indien gelehrt. Licht- und Tonerfahrungen im Inneren haben für Eckisten demzufolge eine sehr hohe Bedeutung.
Nach langer spiritueller Praxis und Beobachtung der eigenen Träume soll der Eckist erkennen, dass er die Fähigkeit besitzt, sich als Seele mit einem menschlichen Selbst wahrzunehmen, also nicht mehr als Mensch, der eine Seele hat. Diese Erkenntnis wird in Eckankar „Selbstrealisation“ genannt. Diese spezielle Form der Bewusstseinserweiterung wird von Eckisten auch Seelenreise genannt und hat mehr mit persönlicher Erfahrung des Einzelnen im ganz normalen Leben zu tun, als mit Schriftstudium und ausgedehnter Meditation oder Askese.
Ein anderer Aspekt der Seelenreise und ein hohes Ziel in Eckankar steht eng mit dem Glauben an Reinkarnation im Zusammenhang und umfasst die so genannte bewusst herbeigeführte außerkörperliche Erfahrung. Dieses Thema stand zu Beginn der Veröffentlichung in den sechziger Jahren durch Paul Twitchell im Mittelpunkt der Schriften. Ein weiteres Ziel des Eckisten ist die so genannte Gottrealisation, die ihm als Seele die vollkommene Bewusstheit in der Gegenwart Gottes ermöglichen soll.

### Gründungsgeschichte
Eckankar wurde 1965 von dem Journalisten und US-Amerikaner Paul Twitchell (1908(?)–1971) gegründet. Spirituelle Erfahrungen sammelte er bei seiner Zusammenarbeit mit L. Ron Hubbard, dem Gründer von Scientology, sowie Kirpal Singh, einem Meister des Sant Mat. Nachdem er seine Lehre zunächst nur an wenige Schülern weitergegeben hatte, wandelte sich Eckankar im Laufe der Zeit zur globalen Organisation.
Nachfolger war Darwin Gross, der nach zweijähriger Mitgliedschaft von 1971 bis 1981 geistiger Führer von Eckankar war. 1981 wurde er auf Wirken von Harold Klemp, dem jetzigen Meister, sowie dem Präsidenten der Organisation, Peter Skelskey, aus der Organisation ausgeschlossen. Nach einer gerichtlichen Auseinandersetzung im Jahr 1983 wurde ihm im darauf folgenden Jahr der Titel des Eck-Meisters aberkannt. Er leitete die heutige Gemeinschaft A.T.O.M. (Ancient Teachings Of The Masters). Darwin Gross ist am 8. März 2008 im Alter von 80 Jahren verstorben.

### Der lebende Meister
Harold Klemp wuchs im US-Bundesstaat Wisconsin auf, wo er Theologie studierte. Er war Air-Force-Soldat in Japan, als er von Eckankar hörte. 1981 wurde er zum 973. lebenden Meister und spirituellen Führer von Eckankar ernannt. Seitdem hat er ca. 70 Bücher und eine Reihe von Jahreskursen mit monatlichen Briefen für die Mitglieder geschrieben sowie ca. 50 Videobänder mit seinen Vorträgen produziert. In den USA werden die Vorträge regelmäßig im Regionalfernsehen einzelner Bundesstaaten wiederholt. Von diesem Material liegen monatliche Kursbriefe für ein 17-jähriges Studium sowie eine größere Anzahl seiner eigenen und neun Bücher von Paul Twitchell auf Deutsch vor.
Laut Twitchells Aussagen habe die Menschheit immer einen spirituellen Führer gehabt, gleich unter welcher Religion dieser jeweils „lebende Meister“ gedient habe. Zumeist hätten diese Meister ihre Lehre jedoch nicht in der Öffentlichkeit vermittelt. Aufgrund der Gefahr von Repressalien sei früher eine geheime Weitergabe dieses Wissens erforderlich gewesen. So bezieht Eckankar auch spirituelle Führer in seine Lehre mit ein, deren Biographien keinen Hinweis auf Eckankar erkennen lassen und nennt eine Vielzahl teils bekannter Persönlichkeiten, die, oft im Verborgenen, jeweils der spirituelle Wegweiser für die Menschen ihrer Zeit gewesen sein sollen. Beispielsweise werden Pythagoras, Milarepa, Rumi, Sokrates, Omar Chajjam oder Epiktet (Epictetus) genannt. Eine vollständige Liste dieser Meister existiert nicht.
Harold Klemp passt die Lehre ebenfalls an die gesellschaftlichen und spirituellen Gegebenheiten der aktuellen Zeit an. Die bedeutendere Form der spirituellen Führung gestehen die Eckisten der inneren Führung zu, zum Beispiel in Träumen oder alltäglicher Weisheit über die kontemplative Interpretation scheinbar banaler Situationen. Diese persönliche spirituelle Anleitung über die Intuition wird in Eckankar „Mahanta“ genannt und kommuniziert demnach mit dem höheren Selbst eines Anhängers, der sich mit Hilfe von spirituellen, meist kontemplativen Übungen auf eine liebevolle und aktive Haltung des Unterscheidungsvermögens einschwingt.
Während der lebende Eck-Meister also spirituelle Zusammenhänge für alltägliche Situationen aufzeigt, wird es den Eckisten selbst überlassen im inneren Dialog mit dem „Mahanta“ und mit Hilfe von individualisierten spirituellen Übungen die für sie richtigen Schlussfolgerungen zu ziehen. Eckisten beten also nicht zu Gott um ihn um etwas zu bitten, sondern übergeben ihre Fragen und Probleme in Stille an das höhere Selbst bzw. den inneren Meister, um dann anschließend im physischen, emotionalen und mentalen Leben bestmöglich aktiv und liebevoll zu leben. Hierbei wird auf die innere Führung vertraut und es werden zum Teil karmische Zusammenhänge an Stelle von Klagen oder der Frage nach dem „Warum“ gestellt.
Die Vorstellung, dass ein Prophet oder Meister für einen praktizierenden Eckisten die Folgen seiner Gedanken und Handlungen stellvertretend übernimmt (Erlösungstheologie) und ihn so von seinem selbst geschaffenen Karma, auch über viele Leben hinweg, befreit, ist Eckisten fremd. Eckisten sind der Überzeugung, dass ihr Meister im göttlichen Auftrag ihr Schicksal verwaltet und so arrangiert, dass sie selbst die bestmögliche Erfahrung daraus ziehen können. Der Kontakt zum Eck-Meister soll zudem den schnellsten Abbau negativen Karmas mit sich bringen. Eckisten glauben daher auch an Barmherzigkeit und Vergebungsbereitschaft Gottes.
Gemäß Eckankar ist ein Eck-Meister der wichtigste Mitarbeiter Gottes, um Menschen in ihren spirituellen Studien und Seelenreisen zu helfen und sie auf den inneren Ebenen zu beschützen. Die Verehrung eines Gurus wird innerhalb der Organisation strikt abgelehnt. In seinen Schriften betont Eckankar, dass die Bedeutung des Meisters für den Fortschritt des Gläubigen häufig überbewertet werde. Obwohl das göttliche Prinzip immer einen (oder mehrere) lebende Vertreter im physischen Universum etabliere um den Einzelnen auf den Weg zur Mitarbeiterschaft Gottes zu bringen, könne die wahre Religion doch nur im Inneren, im Dialog mit dem inneren Meister praktiziert werden. Dies ist auch der Grund, aufgrund dessen Eckankar als Organisation keine Stellung zu mentalen Auseinandersetzungen in Religionsfragen bezieht. Die Lehre sieht den äußeren Meister und seine Handlungen sowie letztlich die ganze Organisation, nicht als entscheidend für den individuellen Fortschritt des Gläubigen an, da eine Religion ohne die innere und ganz persönliche Hingabe an das Göttliche nie zu einem göttlichen Bewusstsein führe. Die äußere Lehre und die Kultur von Eckankar sind somit nicht sakrosankt.
Verwaltung und Administration der Organisation werden vom Präsidenten der Organisation am Sitz der Organisation in den USA geleitet. Die spirituelle und weltliche Führung in Eckankar sind nicht zwingend deckungsgleich.
Die Entscheidung darüber, wer der jeweils nächste Eck-Meister sein wird, trifft, gemäß den Schriften Eckankars, ein Orden transzendierter Meister auf den inneren Ebenen. Formal wird die Bekanntgabe dann jeweils durch den noch amtierenden lebenden Meister verkündet. Der Titel des „Mahanta“ wird hierbei nicht allen ernannten Eck-Meistern verliehen. Harold Klemp wird von der Organisation als einer der lebenden Meister betrachtet und gilt somit gleichzeitig als der „Mahanta“ dieser Zeit.

### Die spirituelle Praxis von Eckankar
Anhängern von Eckankar wird empfohlen, ein- bis zweimal täglich zwischen fünf und 30 Minuten zu kontemplieren, also die Aufmerksamkeit in Stille sanft auf das dritte Auge zu richten und beispielsweise ein Mantra zu rezitieren. Im Gegensatz zur Meditation, bei der der Meditierende bemüht ist, seinen Verstand zu leeren, ist das Ziel der Kontemplation eine für den westlichen Menschen leichter erhaltbare sanfte Betrachtung einer Affirmation, etwa eines Mantras oder einer Sache/Person, die er liebt. Die Körperhaltung wird hierbei ebenso wenig vorgeschrieben wie die Tageszeit.
Die spirituelle Praxis des Eckisten besteht aus einer intuitiv und freiwillig zu kombinierenden Palette von spirituellen Übungen. Diese sind beispielsweise:
- das Aufschreiben der Träume zur Selbstreflexion
- das Singen des Mantras „HU“ (gespr.: „Hjuuuu“), halb-laut oder still als Liebeslied an Gott
- das Singen eines persönlichen Mantras
- das Segnen des Tages im Namen Gottes oder des inneren höheren Selbst
- die liebevolle Betrachtung von ärgerlichen Mitmenschen als Seelen, die gerade lernen
- die Verwendung von Affirmationen
- das Lesen der heiligen Schriften von Eck (Shariyat Ki Sugmad), alleine oder mit anderen Eckisten
- das Praktizieren außerkörperlicher Erfahrungen in Begleitung des inneren Meisters

Während der Gesprächsrunden, Workshops oder Gottesdienste von Eckankar wird zur Einstimmung vornehmlich das HU gesungen (etwa eine bis zwei Minuten lang), wobei die Anwesenden aber auch einfach still sein können. Nachdem das Thema kurz vorgestellt worden ist, findet meist ein offenes Gespräch statt. Es wird niemand abgefragt oder eine Predigt gehalten. Wenn das Gespräch nicht weiterläuft, kommen Zitate oder spirituelle Parabeln von den Eck-Meistern zum Einsatz, wodurch es oft einfacher wird, eigene Erfahrungen einzubringen. Bei Gottesdiensten ist die Einleitung etwas länger. Bei Workshops werden mitunter auch Kleingruppen gebildet, innerhalb derer diskutiert wird. Zum Abschluss solcher Veranstaltungen, die meist eine bis anderthalb Stunden dauern, wird noch einmal gemeinsam kurz das HU gesungen. Andere Bücher als die der Eck-Meister kommen nicht zum Einsatz, aber Anhänger können auch von ihren Erfahrungen mit anderen Religionen erzählen.

## Die Wertvorstellungen

### Allgemein
Eckankar gibt keine spezifischen lebenspraktischen Anweisungen und keine bestimmten gesellschaftlichen oder sozialen Werte vor, auch wird keine vegetarische Ernährung erwartet. In den offiziellen Erklärungen wird beschrieben, dass der Eckist ein verantwortungsbewusstes Leben voller Anteilnahme führen sollte, während er seine Aufmerksamkeit auf die Welten Gottes gerichtet hält. Er sollte den eigenen Unterhalt selbst verdienen, der Gesellschaft dienen und die Verpflichtungen gegenüber sich selbst, seiner Familie, seinem Arbeitgeber und seinem Land erfüllen. Eckisten sollen innerhalb der menschlichen Gesetze handeln und es steht jedem frei, sich bewusst zu verhalten und sein Schicksal auf der Basis der geschaffenen Grundlagen selbst zu bestimmen. Insbesondere wird Fatalismus in jeder Form abgelehnt.

### Lebensweise und Ethik
Vom Gebrauch von Tabak und Alkohol wird abgeraten. Eckankar-Zentren sind rauchfreie Zonen. Der Gebrauch von Drogen wird als ein Rückschritt der spirituellen Entfaltung betrachtet, und es wird stark davon abgeraten. Zum Einsatz von Medikamenten sagt Eckankar nichts aus, insbesondere gibt es keine Vorschriften, bestimmte Substanzen trotz ärztlicher Verordnung zu meiden. Themen wie Ernährung oder die Arztwahl sind nicht Gegenstand der Lehre. Eckankar betrachtet das Leben als ein Geschenk Gottes, und Selbsttötung wird als Verstoß gegen die spirituellen Gesetze angesehen.
Angelegenheiten wie Schwangerschaftsabbrüche, Scheidung, sexuelle Orientierung, Militärdienst oder das Recht zu sterben werden als individuelle Entscheidung betrachtet und Eckankar als Religion nimmt keine Stellung dazu. Es wird erfahrenen Eckisten empfohlen, freitags zu fasten. Dabei kann, auf freiwilliger Basis, auch ein sogenanntes mentales Fasten durchgeführt werden, bei dem die Aufmerksamkeit verstärkt auf Gott und den heiligen Geist gerichtet bleibt und leichte Kost eingenommen wird.
Es wird von jedem Verantwortlichen in Eckankar erwartet, dass er genau darauf achtet, seine persönlichen oder beruflichen Interessen nicht mit der Ausübung seines Amtes zu verbinden und Mitglieder nicht dazu anhält, für Eckankar Zeit, Geld oder Sachwerte zu spenden. Wenn es zu Aufwendungen kommt, so nur auf freiwilliger Basis.

### Handhabung von Regeln
Die spirituellen Gesetze von Eck sind als Handbuch erschienen und umfassen eine Reihe von universellen Regeln und Sichtweisen, die dem Eckisten nahegelegt werden. Innerhalb der Eckankar-Organisation gibt es keine Instanz oder Vereinbarung, nach der das Einhalten dieser Gesetze beobachtet, kontrolliert oder Verstöße geahndet werden. Es gilt die Maxime der vollkommenen Selbstverantwortung innerhalb und außerhalb der Organisation. Verantwortliche Eckisten haben sich in öffentlichen Darstellungen und Veranstaltungen bestimmten Anforderungen der Organisation anzupassen.

### Verhältnis zu anderen Religionen
Gemäß der Aussage von Eckankar respektiert Eckankar die wichtige spirituelle Rolle der anderen Religionen und missioniert nicht mit dem Ziel, Gläubige zu bekehren. Es wird erwartet, dass die Mitglieder von Eckankar den Glauben und die Freiheit anderer respektieren, wenn religiöse Dinge besprochen werden. Eine intensive Vermischung mit Themen anderer Religionen wird durch den jeweiligen Leiter der Veranstaltung erst nach mehrmaliger Abweichung vom Schrifttum unterbunden, um Interessenten die Möglichkeit zu geben, von ihrer Erfahrung zu berichten.
Eckankar bezieht sich in seiner Lehre auf eine Reihe von anderen Religionen und auf Inhalte der verschiedensten Lehren, ohne diese offen zu benennen. In den Fünfzigern war Paul Twitchell gemäß eigenen Angaben Mitglied vieler spiritueller Bewegungen. Mit einer Reihe von Artikeln in der „Mystic World“ (der offiziellen Mitgliederzeitschrift) und seinen öffentlichen Vorträgen bestätigte Harold Klemp, dass der Gründer von Eckankar unter anderem ein Anhänger von Swami Premananda, Kirpal Singh und L. Ron Hubbard gewesen sei. Einige Aussagen von Ron Hubbard, die dieser selbst von anderen übernommen hatte, verwendete Twitchell später auch in seinen Büchern für Eckankar. Eine Zeit lang hatte man von offizieller Seite her immer bestritten, dass Twitchell je mit einem dieser Lehrer in Verbindung stand. Während seiner Zeit bei Scientology bekleidete Twitchell das Amt des Pressesprechers. Nach eigenen Aussagen verließ Twitchell Scientology fünf Jahre bevor er Eckankar gründete, da er den destruktiven Charakter der Bewegung erkannt habe. Dies wurde von einzelnen kirchlichen Sektenbeauftragten zum Anlass genommen, Eckankar mit Scientology in Verbindung zu bringen und Parallelen zu ziehen.
Eckankar selbst äußert sich seit einigen Jahren nicht mehr zu diesem Thema. Die kirchlichen Sektenbeauftragten unterstellen der Bewegung keine manipulativen Praktiken (siehe unten).
Die weltanschaulichen Parallelen zu Scientology beziehen sich auf
- die Annahme der Reinkarnation mit dem Ziel der Vollendung als Individuum
- das Anpassen einer östlichen Weltsicht und Ethik auf westliche Verhältnisse, ohne dass die Mitglieder ihre Religion verlassen müssen
- die Lehre des Karmas und die ausdrückliche Betonung der persönlichen Verantwortung
- die Verurteilung von Drogen
- außerkörperliche Erfahrungen als vermittelte Praxis

Scientology distanziert sich von Eckankar. Umgekehrt distanziert sich der derzeitige Führer von Eckankar, Harold Klemp, in seinen Schriften von jeder Form der totalitären Einflussnahme. Die Bewegung zeigt viel mehr Gemeinsamkeiten mit anderen, fernöstlichen Wegen:
Die weltanschaulichen Parallelen zum Radhasoami beziehen sich auf
- die enge theologische Verwandtschaft zum Sikhismus
- die Ablehnung des Kastenwesens und des Pantheons des Hinduismus
- die Lehre von Karma und den Glauben an Reinkarnation
- die Abfolge von „lebenden Meistern“ (Sant Satgurus), gewissermaßen vergleichbar mit der Abfolge der Päpste im Katholizismus
- die Vermittlung verschiedener Meditationstechniken
- den Glauben, dass der Mensch aus Körper, Geist und Seele besteht, die Seele jedoch unsterblich ist
- die Ablehnung von Alkohol und jeglichen Rauschmitteln.

Der Radhasoami-Weg unterscheidet sich von Eckankar durch seine Guru-Verehrung, die vegetarische Lebensweise, die Sicht auf den Menschen als mikrokosmische Abbildung der gesamten Schöpfung und der Beschränkung weltlichen Besitzes auf das Notwendigste.
Die weltanschaulichen Parallelen zum Hinduismus beziehen sich auf
- das Gesetz von Ursache und Wirkung, auch im spirituellen Bereich (Karma)
- die Annahme der Reinkarnation mit dem Ziel der Vollendung als Individuum
- Menschen und Tiere durchwandern als Seele die Yugas genannten Weltzeitalter
- Es gibt keine Gründerfigur wie etwa Jesus von Nazareth im Christentum oder Buddha im Buddhismus
- Es gibt keine abgeschlossene Schriftensammlung, die alleingültig ist oder als vollständig gilt
- Es gibt ähnlich wie Brahma, Vishnu, Shiva und Shakti verschiedene Gottheiten für die Himmelsebenen im dualistischen Universum.
- Jedem Gläubigen ist der direkte Umgang mit Gott möglich.
- Es gibt eine Vielzahl von spirituellen Führern, die die Lehre jeweils an die Umstände der jeweiligen Umgebung anpassen.
- Der Weg des Yoga vom Klang und Licht (nicht das gesamte System) findet sich bei Eckankar als das Prinzip von Licht und Ton wieder.

Der Hinduismus unterscheidet sich von Eckankar durch das Kastensystem und die sich einander teilweise widersprechenden Richtungen, welche aufgrund von Traditionen und Gottesvorstellungen als eigenständige Religionen im Hinduismus angesehen werden. Die spirituellen Führer werden im Hinduismus als Gurus auch persönlich verehrt. Ebenfalls werden die unterschiedlichen Herrscher der dualistischen Himmelswelten (erkennbar an Konzepten wie schön/hässlich oder hell/dunkel) in Eckankar nicht als Gottheiten verehrt, sondern diesen kommt nur die Rolle eines „Mitarbeiter Gottes“ zu. Den Begriff des „Sugmad“ für das Göttliche jenseits der Dualität kennt der Hinduismus nicht. Der Seele wird im Hinduismus anders als in Eckankar keine Persönlichkeit zugeschrieben, während Eckankar der Seele die Essenz der Erfahrungen aus allen Inkarnationen zuschreibt. Lebenspraktisch schreibt der Hinduismus der Frau die Hauptaufgabe als Mutter vor und erwartet von einer Witwe, dem Mann auch nach seinem Tode treu zu bleiben. Dies, in Verbindung mit dem gelebten Patriarchat des Hinduismus, unterscheidet die beiden Wege erheblich voneinander.
Die weltanschaulichen Parallelen zum Buddhismus beziehen sich auf
- das Ziel Weisheit, Verständnis und Liebe zu entwickeln
- das Gesetz des Karma
- eine Art der Meditation, in der die eigene meditative Schau ein Verständnis der Natur des eigenen Geistes und der Natur aller Dinge hervorbringt (Kontemplation)
- die Warnung vor blinder Autoritätsgläubigkeit und die Bitte, die aufgezeigte Lehre nicht dogmatisch zu befolgen (Selbstverantwortung des Menschen).
- der Erkenntnis, dass Leid seine Ursache auch in Gier und in Hass (Ärger) hat
- der Erkenntnis, dass der Weg aus dem Leiden über das Beachten von einfachen ethischen Regeln führt (vgl. Achtfacher Pfad)
- die Anforderung, den Buddhismus bzw. Eckankar loszulassen, um göttliche Erfahrung zu realisieren.
- ein Weg der Mitte, der alle Extreme meidet, um kein Karma mehr zu erzeugen.

Der Buddhismus unterscheidet sich von Eckankar durch seine Verneinung der individuellen Seele als konstante und persönliche Einheit, die auch wiedergeboren werden könne. Die Befreiung vom Leiden wird im Buddhismus als Erleuchtung bezeichnet. Durch seine spätere Aufteilung in verschiedene Schulen erfuhr der Buddhismus anders als Eckankar zudem eine Vielzahl von Anpassungen an unterschiedliche Traditionen.
Eckankar geht davon aus, dass jede Religion einem bestimmten Bewusstseinszustand entspricht, dessen Angehörige in der entsprechenden Religion am richtigen Platz sind. Da Eckankar den eigenen Weg allerdings für den Weg mit der weitesten Entfaltungsmöglichkeit hält, werden andere Religionen als Bewusstseinszustände mit weniger Freiheit in der Entfaltung gesehen. Es wird in der täglichen Praxis von Eckankar darauf geachtet, hieraus keine Abwertung abzuleiten. Es gilt der Grundsatz: „Alles ist an seinem richtigen Platz, wer sich nicht mehr wohl fühlt, wo er ist, wird von selbst beginnen, einen anderen Weg zu suchen.“ Während aus der Sicht von Eckankar einerseits Toleranz im Sinn von Gewährenlassen resultiert, werden auf diese Weise andererseits die anderen Religionen in die eigene Einheitsschau von Religionen eingefügt – eine Sichtweise, die viele Religionen entschieden nicht teilen, da sie sich i. d. R. nicht auf Elemente anderer Religionen beziehen oder andere Religionen befürworten. Die Weltanschauung von Eckankar ist schon von daher mit der traditionellen Theologie von Christentum, Judentum, und Islam nicht vereinbar.
Aus der Sicht von Eckankar ist es in den ersten Jahren möglich, dass zum Beispiel ein Christ Eckist wird und zunächst auch Christ bleibt. Er kann dies auch dem Namen nach unbegrenzt lange bleiben, er würde allerdings im Laufe der Zeit mehr und mehr von der Weltsicht und religiösen Praxis seiner früheren Religion ablassen. Dennoch wird, insbesondere wenn familiäre Konflikte drohen, von Eckankar nicht erwartet, dass er den früheren Weg offiziell kündigt. Allerdings handelt es sich dann nur um äußerliche Kirchenmitgliedschaft in der bisherigen Religion.
Auch unterscheidet sich Eckankar von spiritistischen Gemeinschaften, indem es jeden Versuch der Einmischung in das Leben anderer mittels übersinnlicher Kräfte oder manipulative Praktiken ablehnt. Wahrsagungen oder Reiki-Heilungen werden neutral gesehen, solange sie ohne den Versuch durchgeführt werden, sich über karmische Verpflichtungen hinwegzusetzen und im Namen Gottes ergebnisoffen gehalten werden. Es ist nicht das Ziel von Eckankar, mittels magischer Rituale oder Drogenkonsum bzw. durch übermäßige Mediation in Kontakt mit Verstorbenen zu treten. Magie, egal ob weiße oder schwarze, und die Bereiche der okkulten Praxis werden von Eckankar generell nicht vermittelt. Und obwohl Eckankar ein natürliches Verhältnis zu OBE („out of body experience“) hat, wird von der in okkulten Gruppen praktizierten Astralprojektion ohne Begleitung des inneren Meisters abgeraten. Die in diesem Bereich existierenden Energien und Wesenheiten ermöglichen nach Auffassung von Eckankar keine direkte göttliche Erfahrung.

## Organisation
Eckankar unterhält in den USA am Sitz in Chanhassen (Minnesota, USA) ein größeres Gelände mit derzeit einem Tempel, einer Kapelle und dem Verwaltungszentrum. Weitere Gebäude sind längerfristig vorgesehen. In 48 US-Bundesstaaten sowie auf allen Kontinenten außer dem Gebiet der ehemaligen Sowjetunion und streng muslimischen Staaten werden eigene nationale Organisationen unterhalten. Eckankar ist in Deutschland, Österreich und der Schweiz sowie in Italien, Dänemark, Finnland, Holland und Frankreich durch Studiengruppen und Zentren in angemieteten Räumlichkeiten vertreten. Eine eigene Kirche oder ein Verwaltungssitz existiert in Europa nicht.
Die größte Gemeinde weltweit ist in Nigeria. Staatspräsident Olusegun Obasanjo, der unter anderem Vorsitzender des Advisory Board der Anti-Korruptionsorganisation Transparency International sowie Kandidat für das Amt des UN-Generalsekretärs war, unterstützte Eckankar einige Jahre. Der ehemalige RESA (regionale Leiter) von Eckankar führte die Religion zur drittgrößten des Landes nach Islam und Christentum und benannte ein College nach Harold Klemp. Nach dem Studium des Buches von Ford Johnson „Confessions of a God Seeker“ (siehe Literatur) verließ er Eckankar.
Der lebende Meister legt nach eigener Aussage großen Wert darauf, nicht persönlich verehrt zu werden oder für die äußere Organisation der Lehre massiv im sozialen bzw. gesellschaftlichen Rahmen zu missionieren. Vor allem der Regionale ECK-Spirituelle Helfer (RESA) ist als ECK-Geistlicher für die Aufsicht von Eckankar-Aktivitäten in den ihm oder ihr übertragenen Staat(en), Provinz(en) oder Land (Ländern) verantwortlich. Er oder sie wird von einer Organisation von ehrenamtlichen Helfern unterstützt, die regionale und örtliche Aktivitäten koordinieren. Dabei sollen die organisatorischen und sachlichen Fehler aus der Gründungszeit von Eckankar vermieden werden. Allerdings werden diese heute auch nicht mehr intern kommuniziert, was bei einigen Eckisten zu Irritationen führt (siehe Kritik).
Eck-Center in Deutschland:

In Deutschland unterhält Eckankar einen eingetragenen Verein mit Sitz Frankfurt am Main ECKANKAR Gemeinnützige Studiengruppen Deutschland e. V. (VR 14300). Hier unterhält die Organisation 29 regionale Zentren und einige regionale Studiengruppen.
Eck-Center in der Schweiz:

In der Schweiz: Eckankar-Gesellschaft Schweiz, Zürich. Ebenfalls als Verein organisiert, wie in der Schweiz für alle Nicht-Landeskirchlichen religiösen Gemeinschaften üblich. Hier finden sich sieben regionale Zentren.
Eck-Center in Österreich:

In Österreich: Eckankar Österreich, Gemeinschaft für spirituelle Entfaltung – eingetragener, gemeinnütziger Verein, Wien. Es gibt hier elf regionale Zentren.

### Finanzen
Eckankar finanziert sich durch Spenden und Mitgliedsbeiträge.
Sämtliche Aktivitäten außerhalb der Zentrale in den Vereinigten Staaten werden ehrenamtlich organisiert, eine Verpflichtung zur Mitarbeit für Mitglieder besteht nicht. Die Selbstverwaltung von Eckankar ist auf drei Ebenen organisiert:
- International: Über das spirituelle Zentrum in Minneapolis wird ein jährlicher Mitgliedsbeitrag eingehoben. Mitgliedern, die in finanziellen Schwierigkeiten sind, wird dieser auf Antrag ohne Angabe von Gründen ganz oder teilweise erlassen. In der Zentrale sind hauptamtliche Mitarbeiter in der Verwaltung beschäftigt und auch der spirituelle Führer von Eckankar selbst sowie die administrative Führung erhalten mit Wissen der Mitglieder offiziell Gehälter aus den Spendeneinnahmen der Organisation.

- National: Nationale gemeinnützige Vereine unterhalten die Infrastruktur für die nationale Öffentlichkeitsarbeit. Für das Mitglied in Eckankar ist der Eintritt in diesen Verein nicht verpflichtend.

- Regional: Die regionalen Center sind Organe des jeweiligen Vereines und unterliegen finanzieller Selbstverwaltung. Die Mitglieder im Bereich eines Centers sind selbst für Raummiete, regionale Öffentlichkeitsarbeit und die Organisation von Gesprächsrunden oder Gottesdiensten verantwortlich. Die regionalen Veranstaltungen sind für Mitglieder und Besucher kostenfrei.

Den Mitgliedern in den USA gehen seit Mitte der 1990er Jahre Informationen über den Stand der Spenden für die aktuellen Vorhaben zu.

### Mitgliedschaft
Die Mitgliedschaft bei Eckankar kann nur jährlich erneuert werden. Um das jeweils nächste Studienjahr zu beginnen und einen Jahreskurs mit je zwölf Monatskursen zu erhalten, wird eine Spende von 130 USD für eine Einzelperson oder 160 USD für die gesamte Familie erbeten. Ein automatisches Bankeinzugsverfahren wird auch auf Anfrage nicht angeboten. Damit soll die bewusste Entscheidung für den Weg von Eckankar sehr deutlich in die Verantwortung des Mitgliedes gelegt werden.
Bei finanziellen Schwierigkeiten oder für Studenten ist auch die Überweisung eines geringeren Betrages möglich. Eckankar akzeptiert solche Anfragen ohne weitere Erkundigungen über die persönlichen Verhältnisse des Mitgliedes und es werden keinerlei Anstrengungen unternommen, an die Fehlbeträge zu einem späteren Zeitpunkt zu erinnern oder diese einzufordern.

### Öffentlichkeitsarbeit und Schriften
Eckankar bietet in seinen Zentren Gesprächsrunden zu spirituellen Themen des Alltags an und wirbt dafür in regionalen Anzeigenblättern und esoterischen Zeitschriften. Es werden zudem Workshops in öffentlichen Räumen angeboten sowie Bücherstände auf esoterischen Messen eingerichtet. In Buchhandlungen oder Drogerien werden vereinzelt Programme ausgelegt. Diese Veranstaltungen sind kostenlos und können auch von Nicht-Mitgliedern beliebig oft besucht werden. Einige Veranstaltungen und die Satsangs sind ausschließlich Mitgliedern vorbehalten. Individuelle Ausnahmen sind jedoch durch Zustimmung des Veranstalters möglich. Auf die Möglichkeit, für diese Veranstaltungen zu spenden, wird gelegentlich hingewiesen, um die lokalen Raumkosten zu tragen. Für die Werbung in Programmkinos wird den regionalen Zentren ein deutscher Werbespot zur Verfügung gestellt. Fundraising wird als Mittel der Marktkommunikation bzw. zur Finanzierung abgelehnt.
Neben lokalen Veranstaltungen veranstaltet Eckankar in Europa alle zwei Jahre eine größere Veranstaltung. Zu diesem Europaseminar treffen sich ca. 500 bis 1500 Eckisten an jährlich wechselnden Orten und halten Workshops ab, besuchen Vorträge oder Diskussionsrunden. Für Kinder von Eckisten bestehen eigene, pädagogisch angepasste Programme, die auf kindliche Fragen nach Gott und dem Sinn des Lebens einfühlsam eingehen sollen. Interessenten erhalten auf Anfrage einen monatlichen Newsletter, der per E-Mail verteilt wird.

### Kritik
Es gibt ehemalige Mitglieder, die von negativen Erfahrungen mit Eckankar berichten. Die Vorwürfe betreffen hauptsächlich:
- die Behauptung einer ununterbrochenen Linie von Eck-Meistern ohne Belege
- fehlende finanzielle Transparenz der Organisation
- mangelnde Kritikfähigkeit der Organisation
- allein seligmachender Anspruch, der die Beziehungen zu außenstehenden Freunden und Angehörigen schwierig machen kann
- die Nichtkennzeichnung der Textübernahmen von Twitchell bei seinen ersten Büchern und der Behauptung, diese heiligen Schriften durch innere Visionen erhalten zu haben
- eine in spirituellen Fragen nicht nachvollziehbare, dogmatische Haltung von Paul Twitchell. Dieser gab zum Beispiel vor, Eckankar sei der höchste Weg zu Gott, es gebe keinen anderen Weg zur Erleuchtung und der Glaube an alles außer Eck sei falsch (SCP Journal, 1979).

Neben auch außerhalb von Eckankar bekannten Persönlichkeiten werden von Eckankar auch Eck-Meister aufgezählt, von denen Kritiker annehmen, dass es sich um Erfindungen Paul Twitchells handelt, die tatsächlich nie existiert haben. So zum Beispiel auch Sri Gakko, der vor etwa sechs Millionen Jahren die wahre Lehre auf die Venus, genauer die Stadt Retz auf der Venus, gebracht haben soll.
Eine Reihe von Mitgliedern der Eckankar-Bewegung war mit der Ernennung von Darwin Gross als Eck-Meister aufgrund der Kürze seines Trainings nicht einverstanden und verließ daraufhin die Bewegung in den achtziger Jahren des vergangenen Jahrhunderts.
Finanziell verzichtet Eckankar auf jede Verpflichtung oder Abbuchung für die Mitglieder zur Zahlung von Geldern. Jedes Mitglied muss jedes Jahr neu entscheiden, ob und wie viel es spenden möchte und ob es sich regional finanziell beteiligen will. Gläubige Eckisten geben an, eine interne Beeinflussung der Mitglieder für Spenden sei ausdrücklich nicht erwünscht und wäre von Seiten der Organisation nicht gedeckt. Die Spendenaufrufe für die Gebäudebauten in den Vereinigten Staaten seien transparent, Kritik an der Organisation könne vorgetragen werden und werde privat diskutiert. Eckankar diskutiere seine internen Angelegenheiten jedoch grundsätzlich nicht öffentlich und stelle es jedem Mitglied frei, seinen Weg ausschließlich in Eigenregie, mittels Schriftstudium und der spirituellen Übungen von Eck, auch ohne Kontakt mit der äußeren Organisation zu gehen. Dies sei für die wirkliche Entwicklung im Inneren sogar der bessere Weg. Kontakt zu anderen Eckisten oder elitäres Verhalten bzw. strenge Mitarbeit in der Organisation ist laut Eckankar nicht erforderlich, um auf dem Weg zu Gott Fortschritte zu machen. Für Eckisten, die bei der Organisation im Namen von Eckankar mithelfen möchten, sei vor allem das Einhalten von klaren Regeln in der Öffentlichkeit und das Führen eines erfüllten Lebens inmitten der jeweiligen Gesellschaft wichtig.
David C. Lane zeigte 1983 in den Vereinigten Staaten auf, dass Paul Twitchell in den Jahren 1962 bis 1967 weite Teile in fünf seiner zehn Bücher – oft inklusive sprachlicher Fehler – aus dem Sant-Mat Grundlagenwerk The Path of the Masters von Julian P. Johnson abgeschrieben hatte und die Namen der genannten Meister durch das Universal-Synonym „Mahanta“ ersetzte, ohne dabei jedoch diese Quelle zu nennen. Auch fand er keine Belege für Twitchells Studienreisen nach Indien oder die Meister, die Twitchell bei seinen außerkörperlichen Erfahrungen getroffen haben wollte. Die Tatsache, dass die Religion aus einer Vielzahl von anderen Wegen zusammengetragen wurde, wird von Eckankar selbst betont. Lane definiert den Begriff einer „Urreligion“ allerdings hauptsächlich urheberrechtlich und stellt die Integrität von Eckankar massiv in Frage. Nicht zuletzt kritisiert er, dass Twitchell mit Eckankar seinen eigenen und den Lebensunterhalt seiner Frau verdient habe. Vor allem aber der Vorwurf des Plagiarismus hat Eckankar in den 1980er Jahren erheblich erschüttert.
Eckankar gibt zu Lanes Kritik keine Stellungnahme ab. Langjährige Eckisten betonen allerdings, dass dieser in seiner religionswissenschaftlichen Arbeit auf jede inhaltliche oder spirituelle Betrachtung der Lehre von Eckankar als solche sowie auf die Berücksichtigung der sonstigen, selbst erstellten Aussagen von Paul Twitchell verzichtet habe. Eine vergleichende Betrachtung zur theologischen Entwicklung und Ansammlung anerkannten Materials in anderen Religionen bzw. den inhaltlichen Verbindungen bekannter Wege untereinander findet sich bei Lane ebenfalls nicht, obwohl dieser College-Professor der Philosophie und vergleichender Religion ist. Tatsächlich haben viele große Religionen weite Teile ihrer Schriften aus anonymen Quellen bezogen und oft keine Quellenangaben in ihren Werken gemacht. Kritiker weisen hier darauf hin, dass einige Quellen Twitchells keineswegs anonym waren und dass das moderne Urheberrecht für bestimmte Quellen von Paul Twitchell durchaus Gültigkeit gehabt habe. Lanes Kritik betraf in der Folge auch die anfänglich uneinsichtige Haltung von Klemp zu den nachgewiesenen Abschriften des Gründers von Eckankar. Die aufgeworfenen Fragen haben gegenüber Twitchell oder der Organisation zu keiner juristischen Auseinandersetzung geführt.
Anfang dieses Jahrhunderts hat der ehemalige Klemp-Vertraute und langjährige Eckist Ford Johnson in seinem Buch „Confessions of a God Seeker“ die Vorwürfe auf der Basis David Lanes nachrecherchiert und bestätigt gefunden. Er kritisiert in seinem Buch unter anderem auch die aus Sicht von Eckankar eher metaphysisch zu verstehenden Aussagen der Lehre in den Grundtexten zu drohendem Unglück bei einer Abkehr von der wahren Lehre als nicht liebevoll und wandte sich deswegen direkt an Harold Klemp.
Die überwiegende Mehrheit der Eckisten versteht diese Textpassagen und auch die Berichte von Seelenreisen mit gewaltigen Machtdemonstrationen der göttlichen Kraft in einigen Texten losgelöst von irdischen Personen und einer weltlichen Organisation als sinnbildliche Darstellung, und theologisch fällt der Vergleich mit ähnlichen Aussagen im Alten Testament, in den Veden oder anderen religiösen Grundtexten auf. Eckankar rät dazu, sich bei Problemen mit einzelnen Textstellen in den Grundlagentexten ausführlich mit dem Kontext in Kontemplation zu begeben. Im täglichen Miteinander sollen gerade die Eckankar-Verantwortlichen die Freiheit des Einzelnen betonen und Mitgefühl sowie Toleranz walten lassen und jede Kritik an mentalen Konzepten und Diskussionen mit größtmöglicher Liebe an den inneren Meister weitergeben.
Harold Klemp setzt sich seit seinem Amtsantritt 1981 für eine urheberrechtlich ordnungsgemäße Arbeit in Eckankar ein und hat seine ca. 70 Bücher ohne Abschriften verfasst. Die Kritik an seiner Person beschränkt sich auf die Fortführung der Lehre von Twitchell, wobei allein seligmachende Behauptungen seit Ende der 1970er Jahre nicht mehr aufkommen. Anfang der 1990er Jahre hat Klemp in verschiedenen Vorträgen und auf der Internetseite von Eckankar Stellung zu den Anfangsjahren der Organisation bezogen und erklärt, dass Twitchell auch menschliche Schwächen gehabt habe, wie jeder Meister, der im Physischen inkarniert. International sind keine Konflikte zwischen Harold Klemp und staatlichen Stellen bekannt.
Zu der Frage, ob ein lebender Meister sich zu den spirituellen Aussagen seiner Lehre gegenüber seinen Anhängern rechtfertigen sollte, wenn diese zum Beispiel innere Erfahrungen mitteilen, die das Wort der Lehre anders auslegen oder in Frage stellen, verweist Eckankar auf religiöse Autoritäten anderer Religionen, etwa den Papst, Gurus oder Propheten. In der Tendenz wird ausgesagt, im Allgemeinen erkennten die Anhänger einer Religion das Wort ihrer Führerfigur oder ihres Propheten unkritisch an oder würden bei hartnäckiger Kritik aus der Lehre mehr oder weniger sanft ausgeschlossen. Insofern gleiche Eckankar vielen anderen Religionen, in denen keine Demokratie in Fragen der Auslegung des Wort Gottes oder innerer Visionen herrscht. New-Age-Bewegungen haben im Allgemeinen eine offenere und vielschichtigere Tradition, wenn auch Eckankar im Gegensatz zu den meisten orthodoxen Religionen seine Lehre nicht festschreibt, sondern unter dem Einfluss des jeweiligen lebenden Meisters den Anforderungen an die sich verändernden Bedingungen der Zeit anpasst. Eine Verfolgung von Andersdenkenden innerhalb der Organisation, Bestrafungsaktionen oder die Ausübung von psychischer oder physischer Gewalt gegen ehemalige Eckankar-Mitglieder ist weltweit nicht festzustellen.
Es sind darüber hinaus keine Fälle von Entführung, Vermögensuntreue, Verwicklung in mafiöse Strukturen oder der Handel mit Kirchenbesitztümern, die Schaffung paramilitärischer Einheiten oder andere strafbare Handlungen seitens Eckankars bekannt.

### Sektenberichte
Die Frage nach „sektenartigem“ Verhalten Eckankars beantworten Bund und Länder wie folgt: Eckankar wird in Deutschland zwar in den einschlägigen Handbüchern der kirchlichen Sektenberatungsstellen aufgeführt und beschrieben, findet dort und im Bereich der Sektenbeauftragten allerdings keinerlei Erwähnung als gefährliche Jugend- und Psychosekte. Im Bericht der Enquete-Kommission  "Sogenannte Sekten und Psychogruppen" des Bundestages von 1998 wurde Eckankar nicht erwähnt. Eine Beobachtung der Bewegung durch staatliche Stellen oder juristische Verfahren mit ehemaligen Mitgliedern oder Presseorganen, in denen Eckankar als Kläger oder Beklagter auftritt, sind in Europa nicht bekannt.